# Jim Boeheim
James Arthur Boeheim (Lyons, Nueva York, 17 de noviembre de 1944) es un exentrenador de baloncesto estadounidense con una longeva carrera en la Universidad de Syracuse, 37 años como entrenador principal,  7 como ayudante y 4 como jugador. En los Scranton Miners anotó 2 308 puntos. Es el padre del actual jugador profesional Buddy Boeheim.

## Trayectoria jugador
- Lyons Central High School
- Universidad de Syracuse (1963-1966)
- Scranton Miners (1966-1970)
- Scranton Apollos (1970-1972)

## Trayectoria entrenador
- Universidad de Syracuse (1969-1976), ayudante
- Universidad de Syracuse (1976-2023)